# Dextran
El dextran és un polisacàrid complex i ramificat format per nombroses molècules de glucosa; unitats en cadenes de longitud variable (de 10 a 150 kilodaltons). És usat com a antitrombòtic (antiplaqueta) i per reduir la viscositat de la sang.
El dextran el va descobrir Louis Pasteur com a producte microbià en el vi.
La cadena consta d'unions glucosídiquesll α1→6 entre molècules de glucosa, mentre que les ramificacions comencen en unions α1→4 (en alguns casos també en unions α1→2 i α1→3). El dextran se sintetitza a partir de la sacarosa per certs bacteris acidolàctics, dels quals els més coneguts són Leuconostoc mesenteroides i Streptococcus mutans. La placa dental és rica en dextran.